# Хоботный анолис
Хоботный анолис (лат. Anolis proboscis) — вид ящериц из семейства анолисовых, эндемик Эквадора.
Обитает в субтропических высокогорных лесах Эквадора в регионе Западных Анд.
Это небольшая ящерица длиной около 8—14 см. Тело окрашено в основном в серые и светло-зелёные тона, с пятнами и вкраплениями красного, чёрного, бурого и жёлтого цветов. Лапки, пальцы и когти адаптированы для ползания по веткам деревьев и высокой траве. Главной отличительной чертой является длинный вырост на голове самцов, похожий на очень большой нос или рог. Вырост не является функциональным органом, по крайней мере так предполагают исследователи. Он служит свидетельством хорошего здоровья и генетики самца, и вероятно используется для привлечения самок.
Загадкой до сих пор является то, каким образом анолис двигает своим «носом» в разные стороны, так как ни мышц, ни костей в отростке нет. Есть только одна версия на этот счет, «рог» движется при увеличении притока крови.
Ведёт невероятно скрытный образ жизни, чему способствуют эффективная маскировка, излишняя медлительность животного и ночной распорядок дня. Заметить анолисов в их естественной среде обитания практически невозможно, они в буквальном смысле сливаются с лесом.
Вид был открыт только в 1953 году. В результате последующих экспедиций не было найдено ни одной особи. Через несколько лет вид признали вымершим. В 2005 году, более чем через 50 лет в эквадорском лесу биологи случайно увидели ящерицу с огромным носом, медленно передвигающуюся по ветке. Сначала удивительное пресмыкающееся приняли за новый вид, но после изучения архивов стало понятно — это был тот самый вымерший хоботный анолис. После этого рептилию видели еще 2 раза: в 2008 и 2013 годах.
К сожалению, о численности популяции хоботного анолиса нет абсолютно никаких данных, поэтому трудно строить догадки о том, почему анолисов видели лишь несколько раз после 1950-х: то ли из-за чрезмерной скрытности, то ли из-за очень маленькой популяции.